# Ali Ahmeti
Ali Ahmeti (em macedônio/macedónio:  Али Ахмети; nascido em 4 de janeiro de 1959) é um político macedônio de ascendência albanesa, líder da União Democrática para a Integração, e um parceiro minoritário do governo da República da Macedônia desde 2008. Ahmeti também é conhecido como o líder político do extinto Exército de Libertação Nacional no conflito na Macedônia de 2001.